# Цно
Цно (бел. Цно) — озеро в Белоруссии, в Браславском районе Витебской области в бассейне реки Друйка, в 1,5 км на восток от города Браслав. Относится к группе Браславских озёр и находится на территории Национального парка «Браславские озёра».

## Описание
Площадь поверхности 0,57 км². Наибольшая глубина 2,9 м средняя — 1,3 м. Длина — 1,1 км, наибольшая ширина — 0,85 км. Длина береговой линии 3,7 км. Объём воды 0,74 млн м³. Площадь водосбора 452 км².
Склоны котловины имеют высоту 6-10 метров, в нижней части разрезанные, в верхней располагаются суходольные леса и луга. На озере много островков, самый крупный расположен ближе к западному берегу и имеет площадь около 0,011 км². Летом озеро сильно заростает. На берегах много птиц. Живут завезённые ондатры.
Через Цно протекает река Друйка, и следующее на её пути озеро (после озера Цно) — Дривяты.
Ближайшая к озеру деревня — Заборные гумны.
По озеру проходит туристический маршрут, организовано платное любительское рыболовство.